# Niki Østergaard
Niki Østergaard (Horsens, 21 januari 1988) is een Deens wielrenner, die zowel op de weg als op de baan actief is.
In 2006 eindigde Østergaard als tweede bij het WK voor junioren op de weg in Francorchamps, achter Diego Ulissi.

## Palmares
2006
- 2e op Wereldkampioenschap op de weg, junioren

2009
- 2e in 5e etappe Ronde van de Toekomst

2010
- 2e in Luik-Bastenaken-Luik onder 23 jaar

## Ploegen
- 2007 - Team GLS
- 2008 - Team GLS
- 2009 - Team Capinordic
- 2010 - Glud & Marstrand - LRØ Rådgivning
- 2011 - Glud & Marstrand - LRØ Rådgivning